# CONADEIP FBA 2010
La temporada 2010 de la categoría de Primera Fuerza o Mayor de la Conferencia Premier CONADEIP organizada por la CONADEIP fue la temporada inaugural de la Conferencia Premier CONADEIP. Se jugó con 8 equipos que se escindieron de la ONEFA: seis del Sistema Tec de Monterrey que jugaron el Torneo Borregos 2009 a los que se sumaron los Aztecas de la UDLA y los Jaguares de la UR.

## Equipos participantes
| Equipo                            | Estadio                   | Ciudad                                 | Head coach            |
| Grupo Independencia               | Grupo Independencia       | Grupo Independencia                    | Grupo Independencia   |
| --------------------------------- | ------------------------- | -------------------------------------- | --------------------- |
| Aztecas UDLA                      | Templo del Dolor          | Cholula, Puebla                        | Eric Fisher           |
| Borregos Salvajes ITESM CEM       | Corral de Plástico        | Atizapán de Zaragoza, Estado de México | Enrique Borda         |
| Borregos Salvajes ITESM Monterrey | Estadio Tecnológico       | Monterrey, Nuevo León                  | Frank González        |
| Borregos Salvajes ITESM Toluca    | La Congeladora            | Toluca, Estado de México               | Juan Carlos Maya      |
| Grupo Revolución                  |                           |                                        |                       |
| Borregos Salvajes ITESM CCM       | Disney Field              | Ciudad de México                       | César Martínez        |
| Borregos Salvajes ITESM Puebla    | Cráter Azul               | Puebla de Zaragoza, Puebla             | Arturo Vázquez        |
| Borregos Salvajes ITESM Santa Fe  | El Corral de los Borregos | Ciudad de México                       | Diego García Miravete |
| Jaguares UR                       | Estadio Tecnológico       | Monterrey, Nuevo León                  | Jesús Delgadillo      |

## Calendario 2010

### Temporada regular
La temporada inaugural de la Conferencia Premier constó de dos grupos, el Independencia y el Revolución.

### Postemporada
|  | Semifinales                    | Semifinales        |    |  | Final                       | Final |  |
|  |                                |                    |    |  |                             |       |  |
|  | Estadio Tecnológico, 12/11/10. |                    |    |  |                             |       |  |
|  | Borregos Monterrey             | 20                 |    |  |                             |       |  |
|  | Borregos Toluca                | 0                  |    |  |                             |       |  |
|  |                                |                    |    |  |                             |       |  |
|  |                                |                    |    |  | Templo del Dolor, 20/11/10. |       |  |
|  |                                |                    |    |  | Aztecas UDLA                | 17    |  |
|  |                                | Borregos Monterrey | 10 |  |                             |       |  |
|  |                                |                    |    |  |                             |       |  |
|  |                                |                    |    |  |                             |       |  |
|  |                                |                    |    |  |                             |       |  |
|  | Templo del Dolor, 13/11/10.    |                    |    |  |                             |       |  |
|  | Aztecas UDLA                   | 14                 |    |  |                             |       |  |
|  | Borregos CEM                   | 9                  |    |  |                             |       |  |